# Noyau bancaire
Pour les articles homonymes, voir noyau.
 (août 2022).
Si vous disposez d'ouvrages ou d'articles de référence ou si vous connaissez des sites web de qualité traitant du thème abordé ici, merci de compléter l'article en donnant les références utiles à sa vérifiabilité et en les liant à la section « Notes et références ».
Le noyau bancaire (core banking au sens original anglosaxon) est l'ensemble des composants logiciels de base qui gèrent les services fournis par une banque à ses clients via ses branches (réseau d'agences).
Les clients de la banque peuvent faire leur transactions (dépôts et retraits) depuis n'importe quelle agence sur les GAB / GRC à leur disposition.
À long terme, le problème des banques consiste à garder leur avantage compétitif.
Elles doivent modifier leur plan d'affaires : connaître les tendances du marché et se repositionner sur une niche. Cela concerne à la fois les banques centrales, les banques privées, les banques de détails et les banques d'investissements.
Le problème des éditeurs de logiciel de core banking consiste à concevoir de nouveaux produits et services tout en réduisant le coût total de possession, et tout en restant abordable pour le consommateur.

## Avantages
- Transparence des institutions financières (ex : Loi Sarbanes-Oxley).
- Lutte anti criminalité financière (ex : blanchiment d'argent)
- Compatibilité avec les directives européennes (ex : SEPA, MiFID, Solvabilité II)
- Multi-canal (internet, téléphone)
- Multi devises (ex : ISO 4217)
- Multi langues (ex : ISO 639)
- Évolutivité : Contrôle du cycle de vie des produits, des services et des processus (STP) et des risques associées
- La disponibilité du système pour le back office (ex : PGI) et le front office (24/7)
- Interopérabilité (Format ouvert)
- Architecture découpé en module réutilisable (ex :  SOA / AOS et BPM)
- Intégrité des messages financiers SWIFT